# Pievequinta
Pievequinta (Pidquenta in romagnolo) è una frazione di Forlì, in provincia di Forlì-Cesena.

## Geografia
Pievequinta è situata a 10 km a nord-est di Forlì.

## Storia
Durante la seconda guerra mondiale il 26 luglio 1944, la località fu teatro di un eccidio nazista nel quale trovarono la morte dieci uomini: don Francesco Babini, Riziero Bartolini, Alfredo Cavina detto il "Vecchio", Antonio Luccini, Biagio Molina, Wiliam Pallanti, Edgardo Rodolfi, detto "Lignon", Mario Romeo, Antonio Zoli, detto "Fiscin" e Luigi Zoli. I corpi per due giorni restarono come monito nel luogo dell'esecuzione.

## Monumenti e luoghi d'interesse
- La pieve Santi Pietro e Paolo, costruita nel XI secolo, sorge in posizione isolata a nord dell'abitato della frazione. Presenta un campanile cilindrico caratteristico delle basiliche ravennati. All'interno, nell'abside si trovano sei teste di marmo che raffigurano i santi apostoli e sono state ricollocate nella posizione originaria di un edificio esistente in precedenza.
- Palazzo Morattini-Monsignani

## Infrastrutture e trasporti
Pievequinta sorge lungo la SP 2, che unisce Forlì a Cervia.